# (35667) 1998 RN72
1998 RN72 (asteroide 35667) é um asteroide da cintura principal. Possui uma excentricidade de 0.18317980 e uma inclinação de 5.35970º.
Este asteroide foi descoberto no dia 14 de setembro de 1998 por LINEAR em Socorro.